# Liste von Söhnen und Töchtern der Stadt Livorno
Die folgende Liste enthält in Livorno geborene Persönlichkeiten mit einem Artikel in der deutschsprachigen Wikipedia, unabhängig von ihrem späteren Wirkungskreis.
Die Liste erhebt keinen Anspruch auf Vollständigkeit.

## A
- Luca Agamennoni (* 1980), Ruderer
- Simone Alessio (* 2000), Taekwondoin
- Massimiliano Allegri (* 1967), Fußballspieler und -trainer
- Mario Ancona (1860–1931), Sänger und Musikpädagoge
- Alfredo Angeli (1927–2005), Dokumentarfilmer und Filmregisseur
- Guido Ascoli (1887–1957), Mathematiker

## B
- Baldo Baldi (1888–1961), Fechter
- David Balleri (* 1969), Fußballspieler
- Luca Banti (* 1974), italienischer Fußballschiedsrichter
- Francesco Bardi (* 1992), Fußballspieler
- Carlo Barsotti (1939–2024), Fernseh- und Filmregisseur sowie Schauspieler
- Dino Barsotti (1903–1985), Ruderer
- Enzo Bartolini (1914–1998), Ruderer
- Gianfranco Baruchello (1924–2023), Künstler
- Eva Belaise (1927–2008), Schwimmerin
- Elia Benamozegh (1823–1900), Rabbiner, Exeget und Kabbalist marokkanischer Abstammung
- Marie von Berks (1859–1910), österreichische Schriftstellerin
- Alfredo Bini (1926–2010), Filmproduzent
- Bino Bini (1900–1974), Fechter
- Giotto Bizzarrini (1926–2023), Autokonstrukteur
- Olimpio Bizzi (1916–1976), Radrennfahrer
- Onuphrius Bonfigli (* 17. Jahrhundert), Arzt, Stadtarzt in Krakau und Mitglied der Gelehrtenakademie Leopoldina
- Giuseppe Borghi (1803–1851), römisch-katholischer Bischof von Cortona

## C
- Ranieri de’ Calzabigi (1714–1795), Dichter und Librettist
- Alfredo Cappellini (1828–1866), Marineoffizier
- Federico Caprilli (1868–1907), Rittmeister
- Piero Ceccarini (* 1953), Fußballschiedsrichter
- Mario Checcacci (1910–1987), Ruderer
- Pierluigi Chicca (1937–2017), Säbelfechter
- Carlo Azeglio Ciampi (1920–2016), Staatspräsident Italiens (1999–2006)
- Piero Ciampi (1934–1980), Lyriker und Cantaurore
- Costanzo Ciano (1876–1939), Militär, Politiker und Graf von Cortellazzo und Buccari
- Galeazzo Ciano (1903–1944), Politiker und Diplomat
- Emilio Cigoli (1909–1980), Schauspieler und Synchronsprecher
- Guelfo Civinini (1873–1954), Dichter, Dramatiker, Journalist und Archäologe
- Carlo Còccioli (1920–2003), Schriftsteller
- Antonio Corazzi (1792–1877), italienisch-polnischer Architekt
- Vittorio Matteo Corcos (1859–1933), Porträtmaler
- Pio Alberto del Corona (1837–1912), Bischof, Seliger
- Mario Curletto (1935–2004), Fechter

## D
- Amasi Damiani (* 1937), Filmregisseur, Drehbuchautor und Theaterregisseur
- Stefano Davanzati (* 1957), Schauspieler
- Guglielmo Del Bimbo (1903–1973), Ruderer
- Manlio Di Rosa (1914–1989), Fechter
- Doris Duranti (1917–1995), Filmschauspielerin

## E
- Federigo Enriques (1871–1946), Mathematiker

## F
- Carlo Falcone (* 1954), antiguanischer Segler
- Dino Falconi (1902–1990), Komödienautor, Drehbuchautor und Filmregisseur
- Giovanni Fattori (1825–1908), Maler
- Félicie de Fauveau (1801–1886), französische Bildhauerin
- Guglielmo Favilla (* 1981), Schauspieler, Regisseur und Drehbuchautor
- Maria Sole Ferrieri Caputi (* 1990), italienische Fußballschiedsrichterin
- Gianfranco Ferroni (1927–2001), Maler und Grafiker
- Sara Franceschi (* 1999), Schwimmerin
- Giuliano Frullani (1795–1834), Mathematiker

## G
- Oscar Ghiglia (1938–2024), Gitarrist
- Liliana Ginanneschi (* 1951), Filmregisseurin und Drehbuchautorin
- Dodo Goya (1939–2017), Jazzmusiker
- Oreste Grossi (1912–2008), Ruderer

## L
- Aurelio Lampredi (1917–1989), Ingenieur
- Gianfranco Lombardi (1941–2021), Basketballspieler und -trainer
- Giampaolo Lomi (1930–2021), Filmschaffender
- Alessandro Lucarelli (* 1977), Fußballspieler
- Cristiano Lucarelli (* 1975), Fußballspieler
- Vittorio Lucchetti (1894–1965), Turner
- Federico Lunardi (1880–1954), Erzbischof und Diplomat des Heiligen Stuhls

## M
- Mario Magnozzi (1902–1971), Fußballspieler und -trainer
- Alessio Mannucci (* 1998), Diskuswerfer
- Gustavo Marzi (1908–1966), Florett- und Säbelfechter
- Pietro Mascagni (1863–1945), Komponist
- Luca Mazzoni (* 1984), Fußballspieler
- Guglielmo Micheli (1866–1926), Maler
- Maurizio Micheli (* 1947), Schauspieler
- Roberto Michelucci (1922–2010), Violinist
- Aldo Mieli (1879–1950), Mathematikhistoriker
- Francesco Mimbelli (1903–1978), Offizier der italienischen Marine
- Frida Misul (1919–1992), Holocaustüberlebende
- Amedeo Modigliani (1884–1920), Zeichner, Maler und Bildhauer
- Aldo Montano (* 1978), Säbelfechter
- Moses Montefiore (1784–1885), britischer Unternehmer und sephardisch-jüdischer Philanthrop
- Fabrizio Mori (* 1969), Leichtathlet
- Marco Moscati (* 1992), Fußballspieler
- Rodolfo Muller (1876–1947), italienisch-französischer Radsportler und Sportjournalist

## N
- Aldo Nadi (1899–1965), Fechter
- Nedo Nadi (1894–1940), Säbel- und Florettfechter
- Pietro Nardini (1722–1793), Komponist und Violinist
- Franco Nenci (1935–2020), Boxer

## O
- Adolfo Ottolenghi (1885–1944), jüdischer Gelehrter und Oberrabbiner von Venedig

## P
- Angelica Palli (1798–1875), Schriftstellerin und Journalistin
- Giorgio Pellini (1923–1986), Fechter
- Armando Picchi (1935–1971), Fußballspieler und -trainer
- Evelina Piccioli (1888–1974), Karmelitin, Klosteroberin und Klostergründerin
- Franceschina Prevosti (1866–1938), Opernsängerin
- Oreste Puliti (1891–1958), Florett- und Säbelfechter

## Q
- Nello Quilici (1890–1940), Journalist und Schriftsteller
- Giulia Quintavalle (* 1983), Judoka

## R
- Francis Ramacciotti (ca. 1826–1891), Erfinder
- Gustave Ramaciotti (1861–1927), australischer Theaterdirektor und Soldat
- Dario Resta (1884–1924), italienisch-britischer Automobilrennfahrer
- Rolando Rigoli (* 1940), Fechter
- Ernesto Rossi (1827–1896), Schauspieler

## S
- Salvino Salvini (1824–1899), Bildhauer und Künstler
- Giovanni Schmidt (um 1775–nach 1839), Librettist
- Dante Secchi (1910–1981), Ruderer
- Stefano Sibaldi (1905–1996), Schauspieler und Synchronsprecher
- Mauro Simonetti (1948–1986), Radrennfahrer
- Jean-Baptiste Stuck (1680–1755), italienisch-französischer Cellist und Komponist

## T
- Elio Toaff (1915–2015), Rabbiner
- Ilaria Tocchini (* 1967), Schwimmerin
- Tino Tracanna (* 1956), Jazzmusiker

## U
- John Udny (1850–1927), Bildhauer
- Dino Urbani (1882–1958), Fechter

## V
- Roberto Vestrini (1908–1966), Ruderer
- Filippo Volandri (* 1981), Tennisspieler